# Royaume de Westphalie
1807–1813
Entités précédentes :
- Électorat de Hanovre
- Landgraviat de Hesse-Cassel
- Brunswick-Lunebourg
- Duché de Magdebourg
- Principauté de Verden

Entités suivantes :
- Royaume de Hanovre
- Électorat de Hesse
- Duché de Brunswick
- Province de Saxe

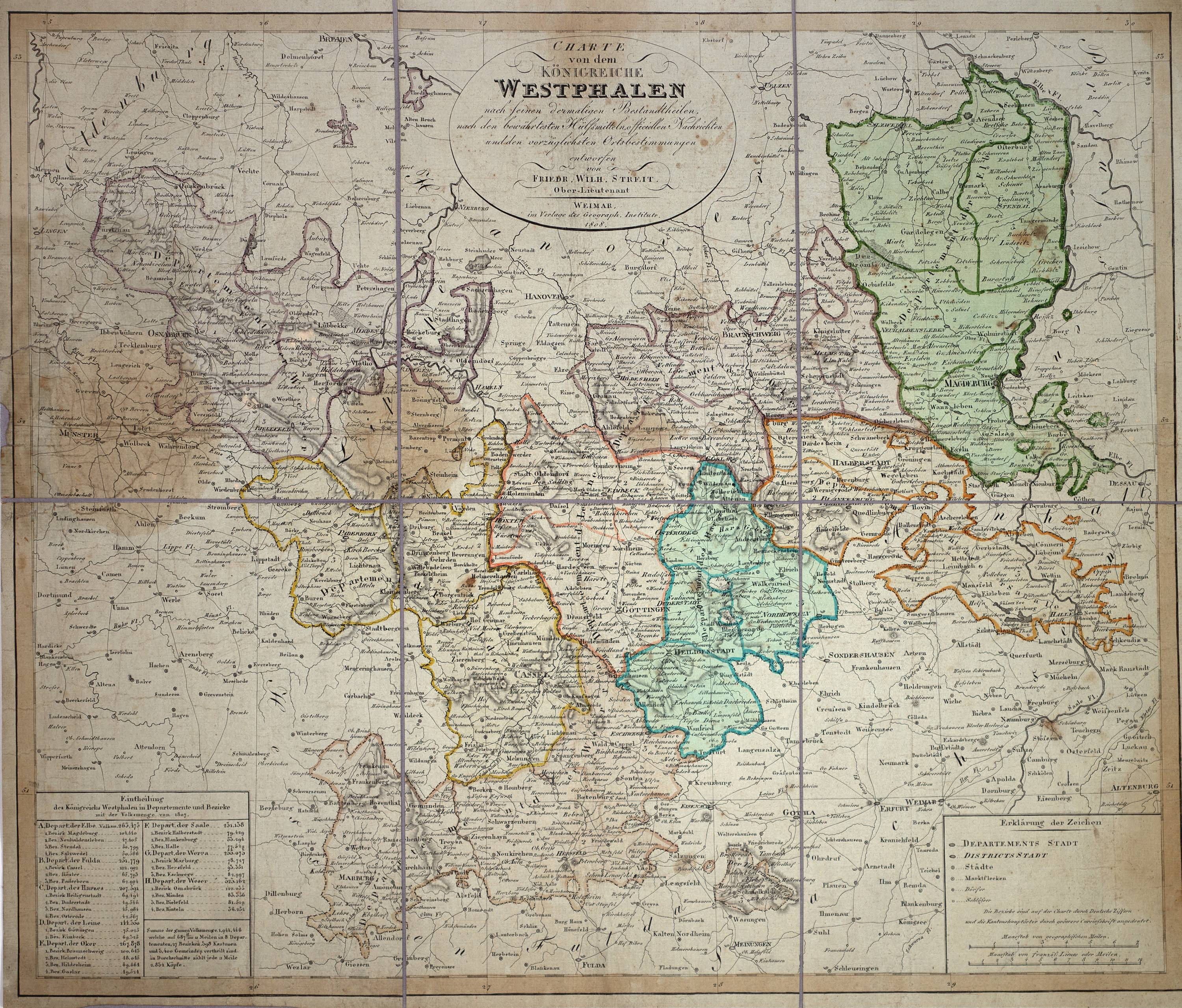
Le royaume de Westphalie en 1808.

Le royaume de Westphalie (en allemand : Königreich Westphalen) était un État membre de la confédération du Rhin.
Sa capitale était Cassel, et son territoire était enclavé entre :
- au nord, les duchés de Mecklembourg ;
- à l'est, les royaumes de Prusse et de Saxe, avec les duchés de Saxe et d'Anhalt ;
- au sud, les grands-duchés de Francfort et de Hesse ;
- à l'ouest, ce dernier, ainsi que le grand-duché de Berg et les départements nord-est de l'empire français.

De l'ancien cercle de Westphalie, il n'avait conservé que l'évêché de Paderborn, Horn, Bielefeld et quelques autres districts, et diverses parties des cercles du Haut-Rhin et de Basse-Saxe. De la sorte, il comprenait tout le sud du Hanovre (le reste appartenait à l'Empire français), le duché de Brunswick, la Hesse-Cassel, les principautés de Magdebourg et de Verden.
Outre Cassel, ses principales villes étaient Paderborn, Marbourg, Heiligenstadt, Gœttingue, Halberstadt, Bernbourg, Hanovre, Brunswick, Magdebourg, Celle, Verden, et Salzwedel.

## Origines
Déjà au début de l'année 1806, après la victoire sur la troisième coalition, Napoléon et Talleyrand envisagèrent de créer un ou deux États sur les rives du Rhin en Westphalie, composés de territoires de différents princes, dont la Prusse, qui en tant que nouvel allié de la France devait être dédommagée pour ces cessions territoriales. Par ailleurs, la Prusse se vit céder le Hanovre, fief anglais, que les Français occupaient depuis la rupture de la paix d’Amiens en 1803. Ces projets initiaux expliquent probablement le nom donné au royaume créé en 1807.
Après le revirement de la politique prussienne et l’éclatement de la guerre, les armées de Napoléon occupèrent une grande partie de la Prusse et les États de ses alliés que furent le duché de Brunswick et l'Électorat de Hesse. Pendant les négociations d’armistice après la bataille d'Iéna, Napoléon comptait laisser à la Prusse certaines provinces sur la rive gauche de l'Elbe, telles que le duché de Magdebourg et la Vieille Marche mais le roi de Prusse, tablant sur le soutien efficace de son allié russe, se rétracta et la guerre se poursuivit. Après la bataille d’Eylau en février 1807, Napoléon semble avoir décidé d’enlever à la Prusse toutes ses provinces à l’ouest de l’Elbe et maintint cette décision après sa victoire de Friedland le 14 juin 1807 pendant les négociations de paix de Friedland. Toutes les cessions prussiennes, le duché de Brunswick, le landgraviat de Hesse et la partie méridionale du Hanovre furent intégrés dans le nouveau royaume de Westphalie. Cet État, nettement plus grand qu’initialement prévu et s’étendant beaucoup plus à l’est, devait servir de barrière contre la Prusse devenue l’ennemie impitoyable.
Le royaume de Westphalie fut formé par Napoléon Ier en 1807, dans le but d'offrir au reste de l'Allemagne le modèle d'un État constitué d'après les principes essentiels de la Révolution française.

## Territoire
Selon le décret impérial du 18 août 1807, le royaume comprenait les territoires suivants :
- La principauté de Brunswick-Wolfenbüttel (Fürstentum Braunschweig-Wolfenbüttel) ;
- La partie de la Vieille-Marche de Brandebourg (Altmark) située sur la rive gauche de l'Elbe ;
- La partie du duché de Magdebourg (Herzogtum Magdeburg) située sur la rive gauche de l'Elbe ;
- La ville libre de Halle
- La principauté de Hildesheim (Fürstentum Hildesheim) ;
- La ville de Goslar (Stadt Goslar) ;
- La principauté d'Halberstadt (Fürstentum Halberstadt) ;
- Hohenstein ;
- La principauté de Quedlinbourg (Fürstentum Quedlinburg) ;
- Le comté de Mansfeld (Grafschaft Mansfeld) ;
- L'Eichsfeld, avec Trefurth ;
- La ville de Mühlhausen (Stadt Mühlhausen) ;
- La ville de Nordhausen (Stadt Nordhausen) ;
- Le comté de Stolberg (Grafschaft Stolberg) ;
- L'électorat de Hesse-Cassel (Kurfürstentum Hessen ou Kurhessen), avec Schaumbourg, non compris Hanau, Schmalkalden et Catzenellnbogen du Rhin ;
- Göttingen et Grubenhagen, avec les enclaves de Hohenstrein et d'Elbingerode ;
- La principauté d'Osnabrück (Fürstentum Osnabrück) ;
- La principauté de Paderborn (Fürstentum ou Erbfürstentum Paderborn) ;
- La principauté de Minden (Fürstentum Minden) ;
- Le comté de Ravensberg (Grafschaft Ravensberg) ;
- Le comté de Rietberg (Grafschaft Rietberg) ou Rietberg-Kaunitz.

## Organisation
Napoléon fit élaborer une constitution fixant les principes d’organisation du royaume, calquée sur le modèle français. Ainsi les 29 anciennes provinces et villes historiques appartenant aux princes déchus ou dépossédés furent organisées en départements, districts, cantons et communes. Les nouvelles unités territoriales — départements, districts et cantons — constituaient une rupture avec les anciennes provinces, cercles et seigneuries.
| Numéro | Nom                     | Chef-lieu     | Dates d’existence | Population (1807) |
| ------ | ----------------------- | ------------- | ----------------- | ----------------- |
| 1      | Département de l'Elbe   | Magdebourg    | 1807–1813/14      | +252 507,         |
| 2      | Département de la Fulde | Cassel        | 1807–1813/14      | +254 845,         |
| 3      | Département du Harz     | Heiligenstadt | 1807–1813/14      | +202 891,         |
| 4      | Département de la Leine | Gœttingue     | 1807–1813/14      | +144 350,         |
| 5      | Département de l'Ocker  | Brunswick     | 1807–1813/14      | +270 486,         |
| 6      | Département de la Saale | Halberstadt   | 1807–1813/14      | +240 195,         |
| 7      | Département de la Werra | Marbourg      | 1807–1813/14      | +255 237,         |
| 8      | Département du Weser    | Osnabrück     | 1807–1810         | +330 213,         |
|        | Département de l'Aller  | Hanovre       | 1810–1813/14      |                   |

Carte des départements du royaume de Westphalie (1811).

Comparées aux autres territoires germanophones organisés à la française, tels les départements de la rive gauche du Rhin, les départements hanséatiques ou le grand-duché de Berg, les circonscriptions westphaliennes étaient relativement petites. Les communes westphaliennes étaient formées d’un ou de plusieurs villages, mais respectaient plus souvent le cadre villageois que celles des départements hanséatiques ou du grand-duché de Berg. À la fin de l’année 1808, le gouvernement nomma des maires de canton chargés d’encadrer les maires de communes, ce qui n’était pas prévu par la constitution.

## Les réformes

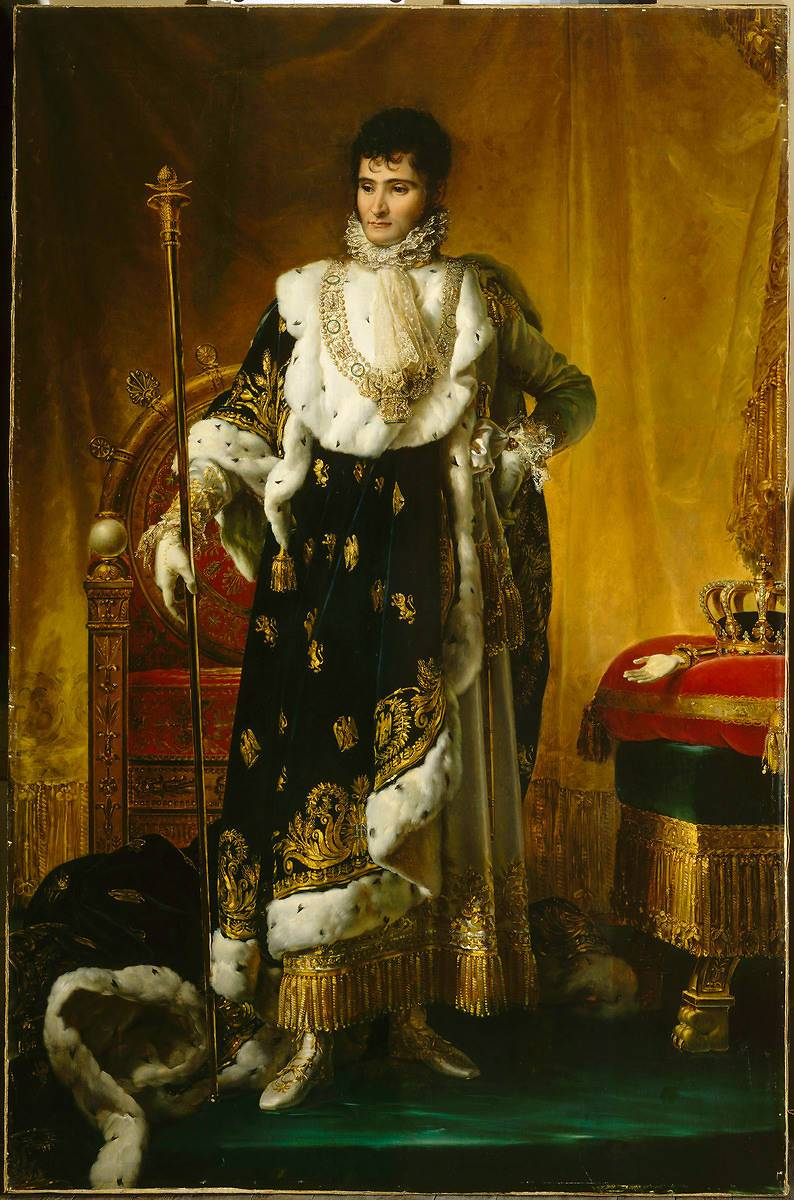
Jérôme Bonaparte, roi de Westphalie.

Le frère de Napoléon, Jérôme Bonaparte, fit abolir le servage, établir l'égalité devant la loi et proclamer la liberté de culte. Le territoire fut organisé selon le modèle français. Jean-Baptiste-Moïse Jollivet servit comme ministre des Finances et contribua à la construction du modèle d'État avec les autorités. Les nouvelles unités territoriales - départements, districts et cantons - constituaient une rupture avec les anciennes provinces, cercles et seigneuries. Le pouvoir seigneurial fut supprimé.
Les redevances seigneuriales et les corvées que les paysans devaient faire sur les domaines seigneuriaux ne furent supprimées que lorsqu’on les considérait comme « personnelles », découlant du servage ou de l’arbitraire seigneurial. Les obligations dites réelles, considérées comme conséquence de la concession de bien-fonds, ne furent pas abolies mais déclarées rachetables. Ce rachat devait se faire en trente ans. Pour racheter à jamais une redevance perpétuelle, le redevable devait payer un multiple de la redevance : 20 ou 16 fois selon les cas. Ses besoins financiers incitèrent le gouvernement westphalien à diminuer ultérieurement le montant à payer pour accélérer le rachat.

## Acceptation par la population
En 1811, Jérôme écrivit à son frère une lettre alarmante sur l’état de l'opinion publique, perçue comme très hostile par le jeune roi. En réalité, l’acceptation du nouvel État et des réformes variait d’une région à l'autre et d’un groupe social à l’autre. Alors que dans l'ancienne Hesse l’hostilité était grande, la majeure partie de la population semble plutôt avoir accepté le nouveau régime et ceci jusqu’à la défaite militaire française.
Un contingent du royaume participa à la campagne de Russie de 1812. Le roi Jérôme, réprimandé par l'empereur pour sa mauvaise performance lors de la bataille de Smolensk, retourna en Westphalie en abandonnant son commandement. Dans la suite de la campagne, ses troupes furent pratiquement anéanties : sur 25 000 soldats et 800 officiers du royaume de Westphalie, seuls 600 et 18 reviennent vivants, 600 autres étant passés du côté russe. En janvier 1813, des révoltes contre la conscription éclatèrent à Düsseldorf et à Hanau. Cependant, Jérôme parvint à lever 27 000 hommes pour la campagne de 1813, soit un des taux de mobilisation les plus élevés d'Europe, et les troupes westphaliennes combattirent avec fermeté du côté français jusqu'à la fin de la campagne.

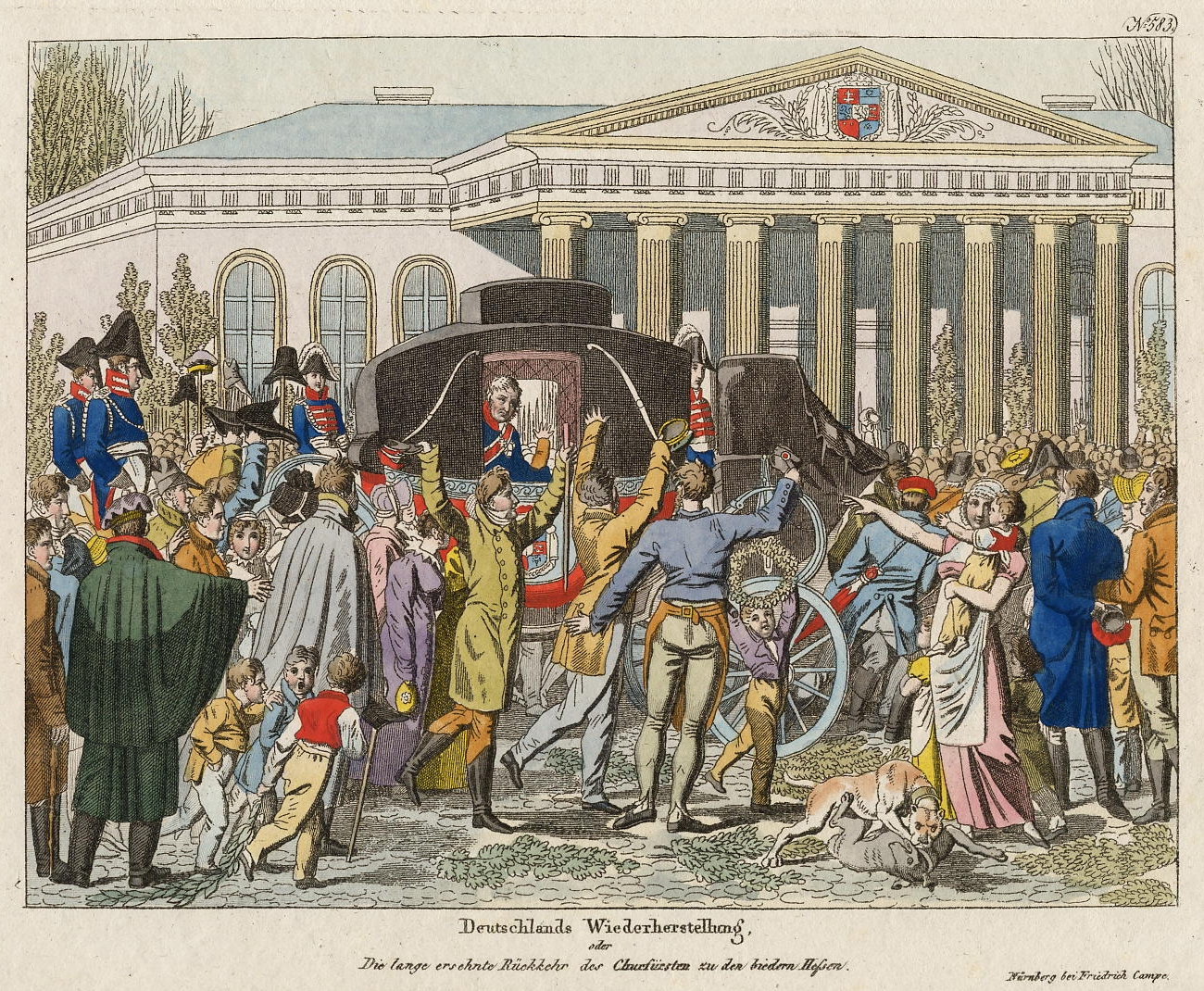
Retour triomphal à Cassel de l'électeur Guillaume IX de Hesse après le départ des troupes françaises en novembre 1813, gravure de Friedrich Campe, 1820.

Dès août 1813, des défections se produisirent dans la cavalerie westphalienne. En septembre 1813, le général russe Alexandre Tchernychev mena un raid sur Cassel avec 1 200 à 2 300 cavaliers réguliers et cosaques plus 4 à 6 canons : il s'empara de la ville par surprise dans la nuit du 28 au 29 septembre, provoquant la fuite du roi Jérôme et de son état-major ; cependant, Tchernychev, n'ayant pas d'infanterie pour tenir la ville, l'évacua avec des prisonniers et du butin. Les Français réoccupèrent la ville du 7 au 26 octobre.
Les Prussiens occupèrent le royaume après la bataille de Leipzig. Le royaume fut alors dissout et ses débris retournèrent à leurs souverains primitifs (Hanovre, Prusse, Brunswick, Hesse-Cassel, etc.) sauf pour les Kaunitz-Rietberg et les Stolberg-Wernigerode qui furent annexés à la Prusse.

### Sources
- Marie-Nicolas Bouillet  et Alexis Chassang (dir.), « Royaume de Westphalie » dans Dictionnaire universel d’histoire et de géographie, 1878 (lire sur Wikisource)
- Jacques-Olivier Boudon, Le roi Jérôme : frère prodigue de Napoléon (1784-1860), Fayard, 2008,  (ISBN 978-2-213-61223-2)
- Herbert A.L. Studies in Napoleonic statesmanship Germany, Greenwood Press New York 1969  (ISBN 0837113024)
- Nicola-Peter Todorov, L’administration du royaume de Westphalie de 1807 à 1813. Le département de l'Elbe, Éditions universitaires européennes, 2010,  (ISBN 978-613-1-54964-9)
- Jean Tulard (dir.), L'Europe de Napoléon, Horvath, 1989
- Maurice-Henri Weil, Campagne de 1813 : La cavalerie des armées alliées, Paris, L. Baudouin, 1886, 360 p. (ISBN 1-390-84510-9, lire en ligne)